# Arctur-2

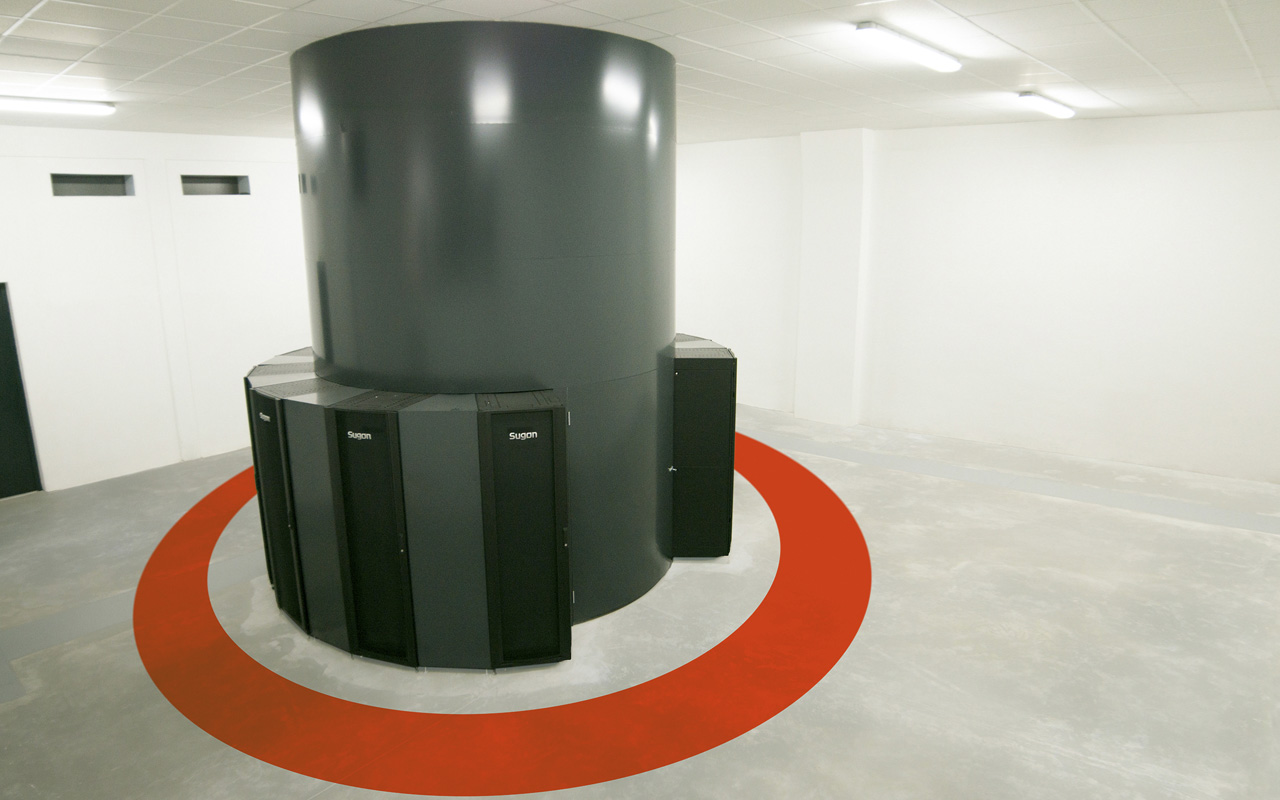
Arctur-2超級電腦

Arctur-2是位於斯洛維尼亞新戈里察的超級電腦，用於運行密集型工作負載與電腦模擬中，如空氣動力學模擬與鋼鑄件模擬，於2017年初投入運營，並取代Arctur-1。
Arctur-2是由30個Sugon節點構建的系統，每個節點有兩個Intel Xeon E5-2690v4處理器，其中每8個節點都配備4個NVIDIA Tesla M60 GPU，此外每8個節點具有1024 吉位元組的內部儲存空間，並由Arctur所管理。